# Franck Solforosi
Franck Solforosi, född 10 september 1984 i Lyon, är en fransk roddare.
Solforosi blev olympisk bronsmedaljör i lättvikts-fyra utan styrman vid sommarspelen 2016 i Rio de Janeiro.